# Nunilo Jimena

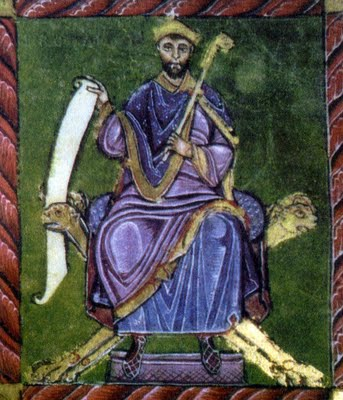
Miniatura medieval que representa al rey Fruela II de León.

Nunila, Nunilona o Nunilo, cognomento Jimena, es un personaje de dudosa existencia. A partir de la interpretación de ciertos documentos e inscripciones, algunos autores consideran a Nunilo, cuyo sobrenombre era Jimena, como la primera mujer del rey Fruela II de León.  Sin embargo, la fiabilidad de esos textos es discutida, por lo que otros autores niegan la existencia de esta reina.

## Biografía
El padre Enrique Flórez señaló que la reina Nunila era hija del rey Sancho Garcés II de Pamplona y de su esposa, la reina Toda Aznárez. No obstante, dicha filiación ha sido desmentida por diversos historiadores modernos, quienes señalan que la reina Toda Aznar fue la esposa de Sancho Garcés I de Pamplona y no de Sancho Garcés II. Además, señalan que tampoco el rey Sancho Garcés I pudo ser el padre de la reina Nunilo Jimena, pues no consta como su hija en los documentos de la época, ni tampoco en el Códice de Roda.
Por su parte, otros autores señalan que fue hija del rey Jimeno Garcés de Pamplona y de su esposa, Sancha Aznárez. Sin embargo, el historiador Manuel Rubén García Álvarez argumenta que las referencias sobre Nunilo, cuyo sobrenombre o cognomento era Jimena, son de «muy dudosa autenticidad».
Nunilo habría contraído matrimonio con el rey Fruela de Asturias antes del año 910, pues esta es la fecha que aparece en la inscripción de la caja de las Ágatas. Según dicha inscripción, la arqueta fue donada a la catedral de San Salvador de Oviedo por el «siervo de Cristo Fruela y Nunilo cognomento Jimena» (famuli Christi Froila et Nunilo cognomento Scemena). Sin embargo, el citado historiador, García Alvárez, señala que, por no indicarse su condición regia, no es razonable identificarlos como Fruela II y su esposa. El 25 de noviembre de 913 habría confirmado junto con su esposo, el rey, otra donación a la catedral de San Salvador de Oviedo.

## Muerte y sepultura
Se desconoce la fecha en la que habría fallecido, si es que existió. En el año 986 sus restos debieron ser trasladados, junto con los de Fruela II y todos los reyes y reinas que se hallaban enterrados en la catedral de León. Bermudo II de León decidió enviarlos a Oviedo y depositarlos en el panteón de reyes de la catedral de esta ciudad a fin de impedir que fueran profanados por las tropas musulmanas dirigidas por Almanzor. Posteriormente, el rey Alfonso V repobló la ciudad de León y trasladó a ella la mayor parte de los restos de los reyes que Bermudo II, su padre, había trasladado, aunque, al parecer, en el panteón real de Oviedo permanecieron los restos de Fruela II y su esposa. 
No obstante, debido a la reconstrucción del panteón llevada a cabo a comienzos del siglo XVIII, resultaría imposible en la actualidad la identificación e individualización de los restos mortales de la reina Nunilo Jimena.

## Nupcias y descendencia
Fruto de su matrimonio con el rey Fruela II habría nacido un hijo:
- Alfonso Froilaz (m. c. 932), rey de León y de Galicia. En el año 932, junto con sus medio hermanos Ordoño y Ramiro y también junto con Alfonso IV, fue capturado y cegado por orden de su primo, el rey Ramiro II.